# Sierra de Enmedio (Málaga)
La Sierra de Enmedio es un macizo montañoso de la provincia de Málaga, en Andalucía, España. Se trata de una de las sierras de la comarca de La Axarquía que enlazan el Arco Calizo Central con la Sierra de Tejeda. Su posición discordante respecto a la alineación del citado arco ha sido señalada como el posible origen de su nombre. 
Presenta dos elevaciones casi gemelas: el Cerro Gallo y el Cerro Vilo, de 1361 y 1416 m s. n. m. (metros sobre el nivel del mar) respectivamente. Está conectada a través del puerto del Sol con la Sierra de Alhama y rodeada por los cauces del río Sabar y el arroyo del Palancar. 